# Ed Hamm

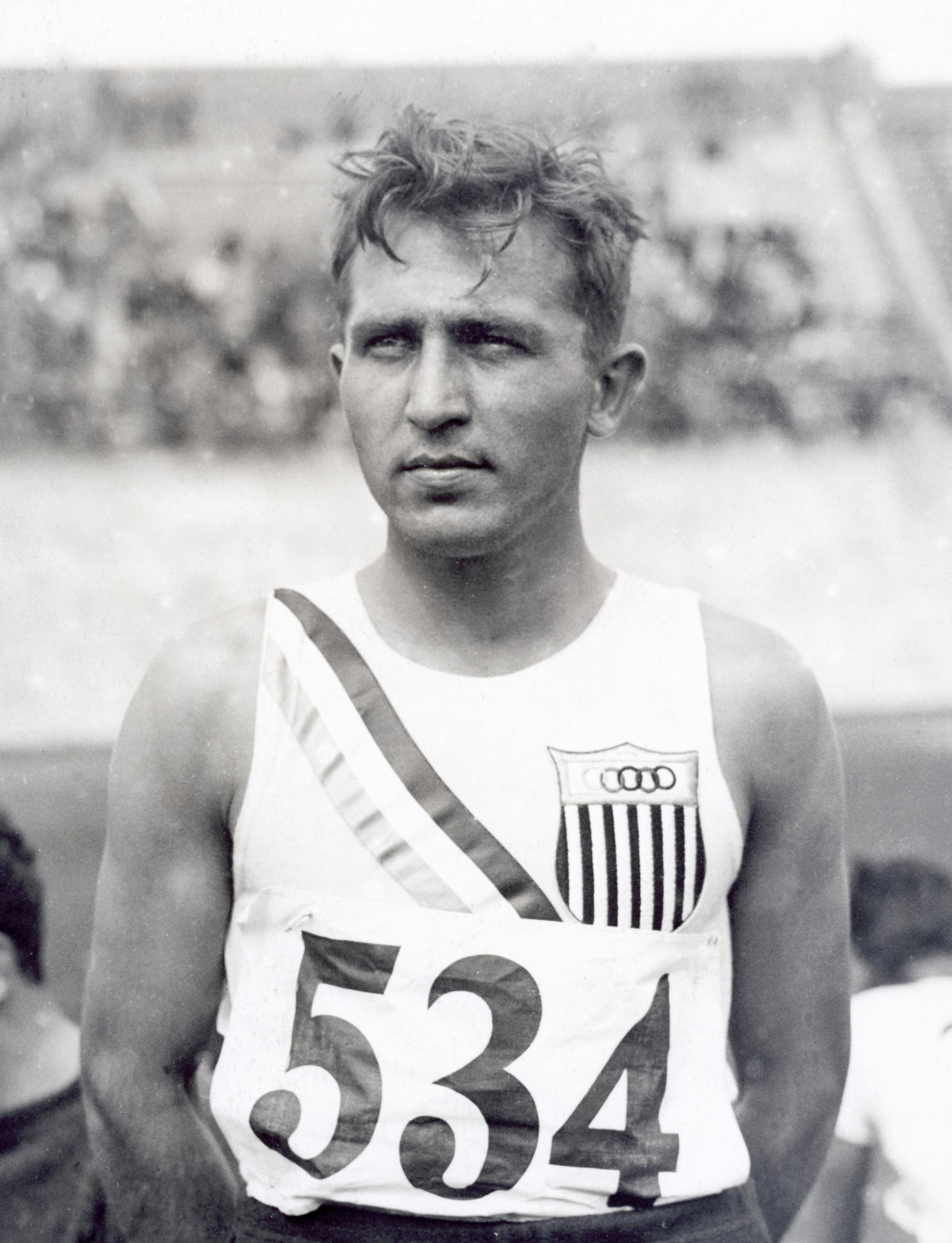
Ed Hamm

Ed Hamm (Edward Barton Hamm; * 13. April 1906 in Lonoke, Lonoke County, Arkansas; † 25. Juni 1982 in Albany, Oregon) war ein US-amerikanischer Weitspringer und Olympiasieger.
Am 7. Juli 1928 stellte er mit 7,90 m einen Weltrekord auf. Drei Wochen später siegte er bei den Olympischen Spielen in Amsterdam vor Silvio Cator aus Haiti, der ihn Anfang September als Weltrekordler ablösen sollte.
1930 war Hamm mit 7,77 m noch einmal Weltjahresbester im Weitsprung.